# Кетрін, принцеса Уельська
Ке́трін, принцеса Уельська (англ. Catherine, The Princess of Wales) при народженні Ке́трін Елі́забет Мі́ддлтон (англ. Catherine Elizabeth Middleton, нар. 9 січня 1982) — дружина спадкоємця британського престолу Вільяма, принца Уельського, сина короля Сполученого Королівства Чарльза III і принцеси Діани.
ЗМІ називають вплив Кетрін на британську та американську моду «ефектом Кейт Міддлтон». Журнал Time включив її до списку 100 найвпливовіших людей світу у 2011, 2012 та 2013 роках, а у 2018 році вона стала фіналісткою цього рейтингу.

## Ранні роки
Народилася 9 січня 1982 року в місті Редінг в англійському графстві Беркшир у сім'ї Майкла Френсіса Міддлтона (англ. Michael Francis Middleton; нар. 23 червня 1949 року) та його дружини Керол Елізабет, до шлюбу Голдсміт (англ. Carole Elizabeth Middleton née Goldsmith; нар. 31 січня 1955 року).
Батько Майкл походив з середнього класу, а мати Керол — з давнього роду шахтарів-вугільників Гаррісон з графства Дарем. Подружжя працювало в цивільній авіації, Керол була стюардесою, а Майкл — авіадиспетчером. У них, окрім Кетрін, є також середня дочка Філіпа (англ. Philippa) і менший син Джеймс (англ. James).
1987 року Міддлтони заснували компанію посилкової торгівлі «Party Pieces», яка успішно розвивалася на британському ринку і зробила їх мільйонерами. Сім'я влаштувалася у власному будинку в селі Баклбері в Беркширі.
Хоч сім'я Кетрін Мідлтон і не мала аристократичних привілеїв, та насправді Кетрін, як і її чоловік — теж королівського роду: Кетрін Мідлтон по батьківській лінії є прямим нащадком Короля Едуарда III, а по материній лінії — прямим нащадком Короля Едуарда IV. Принцеса Кетрін і Принц Вільям між собою є дуже далекими родичами (п'ятнадцятиюрідними братом і сестрою).
Через свою прабабусю з батькового боку Олівію Люптон Кетрін є нащадком аристократичного роду Люптонів, чиє коріння сягає Епохи Тюдорів.

## Освіта
У юності Кетрін Міддлтон любила займатися спортом і під час навчання в коледжі очолювала жіночу команду з хокею.
2001 року Кетрін вступила до Сент-Ендрюського університету в шотландському регіоні Файф. Там вона познайомилася з принцом Вільямом, старшим сином Чарльза, принца Уельського. 2005 року всі британські та світові таблоїди написали про Кетрін як про нову подругу принца Вільяма. Їхнє спільне фото, яке було зроблено під час однієї з екскурсій, прикрасило перші шпальти провідних видань світу. Згодом Міддлтон звернулася до адвоката у зв'язку з постійним втручанням в її особисте життя та переслідуванням журналістів. В університеті пара разом вивчала історію мистецтв, але пізніше принц Вільям змінив спеціалізацію на географію. За деякими відомостями, Кетрін переконала принца Вільяма продовжити навчання, коли він хотів відрахуватися з першого курсу. За іншою версією, Вільям залишився в університеті завдяки домовленостям його батька принца Чарльза.

## Стосунки з принцом Вільямом
Перша зустріч Кетрін Міддлтон і принца Вільяма сталася ще коли Кетрін вчилася в університеті у 2002 році. Тоді вона вийшла на подіум в рамках університетського модного шоу в ролі моделі.
З 2002 року Кетрін і Вільям, вже будучи друзями, знімали будинок у Файф, а з 2003 року — заміський котедж. На цей час припадає і початок їхніх романтичних стосунків. Протягом студентських канікул принц Вільям і Кетрін кілька разів подорожували разом, а 2003 року дівчина була з-поміж невеликої кількості близьких друзів, запрошених на двадцять перший день народження принца.
2005 року Кетрін закінчила Університет Сент-Ендрюса (англ. University of St. Andrews) зі ступенем бакалавра і дедалі частіше з'являлася на публіці з принцом. Тоді ж з'явилися чутки про їхні швидкі заручини. Але Вільям почав навчання в Королівській військовій академії в Сандгерсті, а Кетрін запросили на роботу у відділ закупівель мережі магазинів одягу «Jigsaw». Відтоді вона мешкала в лондонському районі Челсі.
15 грудня 2006 року Кетрін з батьками була запрошена на урочисту церемонію випуску у Королівській військовій академії Сандгерст, на якій також була присутня королева Єлизавета II і члени королівської сім'ї.
2007 року принц Вільям вирушив до тренувального військового табору у графстві Дорсет, а Кетрін залишилася в Лондоні. Ці обставини, а також дедалі більший тиск на Кетрін з боку журналістів називали серед можливих причин розставання Кетрін і Вільяма, про яке було оголошено у квітні 2007 року.
Влітку 2007 року ЗМІ повідомляли про ймовірне відновлення роману Кетрін і принца Вільяма, оскільки у червні вони разом побували на вечірці, організованій у військовій частині, де служив принц. У липні Кетрін разом із Вільямом відвідала урочистий концерт пам'яті принцеси Уельської Діани, хоча офіційні джерела не підтверджували чутки про возз'єднання пари. Згодом було повідомлено, що принц Вільям і Кетрін вирішили відновити стосунки у серпні 2007 року.

### Заручини
16 листопада 2010 року Кларенс-хаус оголосив про заручини принца Вільяма з Кетрін Міддлтон. 23 листопада 2010 року об 11:00 було оголошено дату весілля.

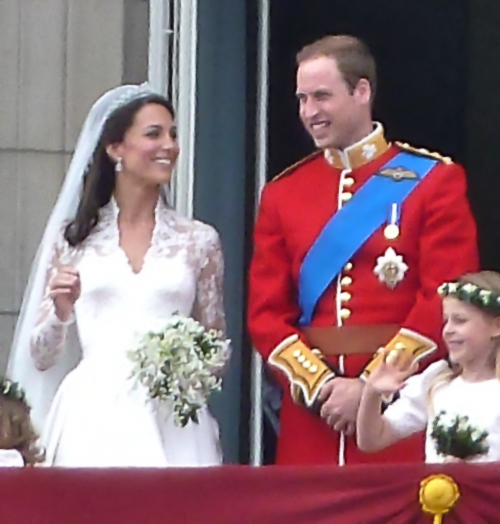
Весільне фото Кетрін і принца Вільяма

Для весілля Кетрін Міддлтон замовила дві весільні сукні (одну до церемонії вінчання, другу — до весільної вечері). Перша, що стала головною інтригою урочистості, вразила всіх знавців моди. Наречена зупинила свій вибір на вбранні від британського бренду Alexander McQueen. Другу сукню створив відомий британський художник-модельєр і стиліст Брюс Олдфілд, який раніше брав участь у розробці гардероба принцеси Діани.
Честі бути присутнім на найголовнішій церемонії року удостоїлися лише найвідоміші, найбагатші та найвпливовіші персони. До почесного списку потрапили музикант Елтон Джон, режисер Гай Річі, футболіст Девід Бекхем з дружиною, актор Роуен Аткінсон, який прославився не лише роллю Містера Біна, а й дружбою з батьком нареченого.
Британська столиця неабияк заробила на одруженні спадкоємця британської корони принца Вільяма та Кетрін Міддлтон, призначеному на 29 квітня. Витрати гостей британської столиці сягнули 107 млн фунтів стерлінгів (близько $ 176 500 000) згідно з підрахунками аналітиків PriceWaterhouseCoopers (PwC).

### Шлюб
29 квітня 2011 року Кетрін Міддлтон одружилась з принцом Уельським Вільямом. Вінчання відбулося у Вестмінстерському абатстві в Лондоні, а королева Великої Британії Єлизавета II присвоїла молодому подружжю титул герцога і герцогині Кембриджських. Кетрін Міддлтон вирішила наслідувати давню англійську традицію вдягати в день весілля щось блакитне і вшила в поділ своєї весільної сукні блакитну стрічку.
22 липня 2013 року народила хлопчика — Джорджа. 2 травня 2015 року Її Королівська Високість Герцогиня Кембриджська о 8:34 ранку за лондонським часом народила дівчинку вагою 3,7 кг, яку назвали Шарлотта Елізабет Діана. 23 квітня 2018 року о 11:01 за місцевим часом, народила третю дитину, сина Луї Артура Чарльза. На пологах герцогині Кетрін у лікарні Сент-Мері в Лондоні був присутній її чоловік, принц Вільям. На подвір'ї Букінгемського палацу з'явилось офіційне оголошення про час, день та місце народження принца..
У шлюбі Вільяма та Кетрін народилося троє дітей:
- Джордж (нар. 22 липня 2013);
- Шарлотта (нар. 2 травня 2015);
- Луї (нар. 23 квітня 2018).

## Принцеса Уельська
У вересні 2022 року на престол зійшов свекор Кетрін — король Чарльз III. Відтак її чоловік Вільям став наступником престолу як принц Уельський, а сама Кетрін отримала титул принцеси Уельської. 13 травня 2023 року під час фіналу Євробачення-2023, проведеного у Великій Британії від імені України, принцеса Кетрін зіграла на фортепіано композицію «Стефанія», з якою 2022 року конкурс переміг український гурт Kalush Orchestra.
16 січня 2024 року Кетрін провели операцію на черевній порожнині, через що її було госпіталізовано. 29 січня її виписали з лікарні, однак протягом кількох місяців вона не з'являлася на публічних заходах, що спричинило появу теорій змови та чуток з цього приводу. 22 березня у відеозверненні принцеса Кетрін повідомила, що в неї виявили онкологічне захворювання.

## Титули та звернення
Після одруження у квітні 2011 року Кетрін отримала титул «Її Королівська Високість» і титули герцогині Кембриджської, графині Стратерн і баронеси Каррікфергус. Зазвичай вона була відома як «Її Королівська Високість герцогиня Кембриджська», за винятком Шотландії, де її натомість називали «Її Королівська Високість графиня Стратерн».
Після сходження її свекра на престол 8 вересня 2022 року Кетрін також стала герцогинею Корнуольською і герцогинею Ротсейською, тому її коротко називали «Її Королівська Високість герцогиня Корнуольська і Кембриджська». 9 вересня 2022 року король оголосив про призначення Вільяма принцом Уельським і графом Честерським, тим самим зробивши Кетрін принцесою Уельською і графинею Честерською. Відтоді вона відома як «Її Королівська Високість Принцеса Уельська», а в Шотландії — як «Її Королівська Високість Герцогиня Ротсейська».

## Герб
Перед весіллям сім'я Міддлтон створила для Кетрін дівочий герб. Герб зображений таким чином: «Частина синього і червоного кольору з золотою ланкою, що перетинається, з'єднаною двома срібними нитками і супроводжуваним трьома жолудями на гілці облямованими двома золотими листками».
Герб був подарований у момент одруження з принцом Вільямом батькові Кетрін, формально визначеному як головний гербовласник дому Міддлтонів. Герб був створений з чистого аркуша 19 квітня 2011 року за участю Англійського національного геральдичного бюро з наступним змістом: розділювальна лінія між двома кольорами щита (червоний і синій — два основні кольори англійського прапора) є найбільш явною вказівкою на прізвище сім'ї «Міддлтон» (дослівно перекладається як «півтон»). Жолуді є одним із традиційних символів Англії й присутні на гербі графства Західний Беркшир, де сім'я проживає вже 30 років. Три жолуді також символізують трьох дітей, які народилися у батьків Кетрін. Центральний золотий ескулап, навпаки, є відсиланням до Керол, матері Кетрін, чиє прізвище — Голдсміт (відсилання до золота є зрозумілим). Два шеврони (невеликі шеврони над і під центральним золотим уступом) символізують гори, любов сім'ї до Озерного краю і захоплення лижним спортом.
З нагоди одруження Кетрін отримала новий особистий герб, поєднавши герб чоловіка зі своїм власним. Герб зображений таким чином: Щит розсічений — права частина чотиричастинно розділена: у першому і четвертому полі герб Англії — три золоті леопарди з лазуровим озброєнням у червленому полі, у другому полі герб Шотландії — у золотому полі з червоною подвійною внутрішньою облямівкою, пророслої ліліями, червлений повсталий лев із лазуровим озброєнням, у третьому полі герб Ірландії — золота арфа зі срібними струнами в лазуровому полі. Поверх щита срібне титло на трьох кінцях обтяжене червленою мушлею-гребінцем (ескалопом); ліва частина розсічена на блакить і червлень, над якими золотий шеврон, обтяжений зверху й знизу вузькими срібними шевронами, та трьома золотими дубовими жолудями на гілці з двома листками — два зверху й один знизу.
Навколо щита символи Великого хреста Королівського Вікторіанського ордена.
Щитотримачі: ліворуч — британський, коронований відкритою короною дітей спадкоємця трону, лев зі срібним титлом (як у щиті) на шиї; праворуч — срібна лань із золотими копитами з короною дітей спадкоємця трону на шиї.
Щит коронований короною дітей спадкоємця трону з шапкою пера всередині.

Фамільний герб Кетрін Міддлтон до шлюбу.[22]
Особистий герб Кетрін, герцогині Кембриджської (2011-2019)
Особистий герб Кетрін, герцогині Кембриджської (2019-2022)
Поєднані герби Вільяма та Кетрін, герцога та герцогині Кембриджських. (2011-2022)
Особиста монограма Кетрін
Поєднана монограма Вільяма та Кетрін.
Особистий герб Кетрін, принцеси Уельської

## Нагороди

### Нагороди від держав Співдружності
Орден Заслуг (Тувалу, 1 жовтня 2016)
Королівський сімейний орден королеви Єлизавети II (5 грудня 2017)
Дама Великого Хреста Королівського Вікторіанського королівського ордена (29 квітня 2019)

### Ордени та медалі
- Медаль Діамантового ювілею королеви Єлизавети II (6 лютого 2012)
- Медаль Платинового ювілею королеви Єлизавети II (6 лютого 2022)
- Коронаційна медаль короля Чарльза III (6 травня 2023)

### Почесні військові звання
Канада
- 5 липня 2011 – : Почесний канадський рейнджер[25]

 Об'єднане Королівство
- 16 грудня 2015 – : Почесний Командор повітряних сил, Королівських ВПС[26]
- 11 серпня 2023 – : Королівський почесний коммодор ВПС Конінгсбі[27]
- 29 червня 2021 – : Леді-спонсор, HMS Glasgow[28]
- 11 серпня 2023 – : Головний коммодор, Повітряні сили флоту[27]
- 21 грудня 2022 – : Полковник ірландської гвардії[29]
- 11 серпня 2023 – : Почесний шеф, 1-а драгунська гвардія королеви[27]